# Zeitschrift für bildende Kunst
Die Zeitschrift für bildende Kunst erschien jährlich von 1866 bis 1932 im Leipziger Verlag von E. A. Seemann und wurde herausgegeben von Carl von Lützow. Das Periodikum zum Thema bildende Kunst enthielt teilweise verschiedene Beiblätter und Beilagen wie Gesellschaft für vervielfältigende Kunst: Mitteilungen der Gesellschaft für Vervielfältigende Kunst, die Kunstchronik, die Kunstchronik und Kunstliteratur sowie die Kunstchronik und Kunstmarkt, außerdem das Kunstgewerbeblatt, die Kunstliteratur und den Kunstmarkt.
In den Jahren 1924 und 1925 brachte der Leipziger Seemann-Verlag zudem die Zeitschrift für bildende Kunst. Monatsrundschau der Zeitschrift für bildende Kunst heraus.
Das Blatt wurde später fortgesetzt durch die Zeitschrift für Kunstgeschichte.